# ジョン・ボイル (第2代グラスゴー伯爵)
第2代グラスゴー伯爵ジョン・ボイル（英語: John Boyle, 2nd Earl of Glasgow、1688年4月 – 1740年5月22日）は、スコットランド貴族。1703年から1733年までボイル卿の儀礼称号を使用した。

## 生涯
初代グラスゴー伯爵デイヴィッド・ボイルと1人目の妻マーガレット（Margaret、旧姓クロフォード（Crawford）、1669年ごろ – 1695年、パトリック・クロフォード閣下の娘）の息子として、1688年4月にケルバーンで生まれた。
1733年10月31日に父が死去すると、グラスゴー伯爵位を継承した。
1740年5月22日にケルバーンで死去、29日にラーグスで埋葬された。三男ジョンが爵位を継承した。

## 家族
1707年にヘレナ・モリソン（Helenor Morison、1692年ごろ – 1767年7月7日、ウィリアム・モリソンの娘）と結婚して、6男6女をもうけ、うち2男6女が成人した。
- デイヴィッド（1710年4月15日没） - 夭折[1]
- ジャネット（1711年1月17日 – 1770年3月24日埋葬） - 生涯未婚[2]
- マーガレット（1712年7月27日 – 1772年3月29日埋葬） - 生涯未婚[2]
- ウィリアム（1713年9月15日 – 1715年6月4日） - 夭折[1]
- ジョン（1714年11月4日 エディンバラ – 1775年3月7日） - 第3代グラスゴー伯爵[1]
- チャールズ（1715年11月17日 エディンバラ – ?） - 早世[2]
- パトリック（1717年1月7日 エディンバラ – 1798年2月26日） - イングランド国教会の聖職者[2]。1749年8月14日、アグネス・ミュア（Agnes Mure、1758年5月27日没、ウィリアム・ミュアの次女）と結婚したが、2人の間に子供はいなかった[2]。1763年3月31日にエリザベス・ダンロップ（Elizabeth Dunlop、1832年3月21日没、アレクサンダー・ダンロップ（英語版）の娘）と再婚、子供あり[2]。ボイル卿デイヴィッド・ボイル（英語版）の父[2]
- デイヴィッド（1717年12月20日 – ?） - 早世[2]
- ジーン（Jean、1756年5月12日没） - 生涯未婚[2]
- ヘレン（1794年10月17日没） - 1768年9月25日、初代準男爵サー・ジェームズ・ダグラス（英語版）と結婚、子供なし[2]
- マリオン（Marion、1757年5月12日没） - 生涯未婚[2]
- キャサリン - 1770年12月10日、ジェームズ・マクニール（James MacNeill）と結婚[2]